# Dinarthrodes kasugaensis
Dinarthrodes kasugaensis är en nattsländeart som beskrevs av Tani 1971. Dinarthrodes kasugaensis ingår i släktet Dinarthrodes och familjen kantrörsnattsländor. Inga underarter finns listade i Catalogue of Life.